# 蒼穹高處風在歌唱
《蒼穹高處風在歌唱》（日語：空は高く風は歌う）是春奈露娜的出道單曲。2012年5月2日由SME Records發行。

## 概要
主打歌為電視動畫《Fate/Zero》第二季的片尾曲之一。此單曲以:通常盤、初回生產限定盤A,B及動畫盤共四個版本發售。初回生產限定盤A及動畫盤附DVD光盤，而初回生產限定盤B附Blu-ray光盤。

## 收錄歌曲

### 初回生產限定盤A、B及通常盤
CD
1. [4:30]
作詞・作曲：梶浦由記、編曲：森空青
電視動畫《Fate/Zero》第二季的片尾曲之一
一首表現Fate/Zero世界觀的悲傷歌曲。[2]。
歌詞是以Fate/Zero中一個角色愛麗絲菲爾·馮·愛因茲貝倫的視點開始、最後將7個陣營陣營連繫在一起為終。[3]。
為了不破壞歌曲世界觀的悲傷感，春奈唱歌時想像自己在「白色樹木生長的森林之中，夜空中月的月亮映照於湖水上」的環境中。[3]。
2. LOVE TEARS [4:09]
作詞：K.M.J.・miwa*・SPIN、作曲・編曲：K.M.J.
一首反映失戀傷心的歌曲。[4]。
3. I WANNA  DO [4:00]
作詞：K.M.J.・SPIN、作曲・編曲：K.M.J.
這首歌是抱著「由三次元世界走進二次元世界」的想法寫的。[4]。為了要做到「唱得像機械人」的效果，春奈在錄音時要刻意壓抑情感的投入去達標。她認為是一件困難的事。[5]。
4. 〜instrumental〜 [4:27]

DVD/Blu-ray
分別封入於初回生產限定盤A、B內
1. (Music Video)

### 動畫盤（期間生產限定）
CD
1. LOVE TEARS
2. I WANNA  DO
3. （TVサイズver.） [1:30]

DVD
1. ([「Fate/Zero」mix] ver.) (Music Video)

## 收錄專輯
| 曲名 | 專輯    | 發售日        | 備考            |
| ---- | ------- | ------------- | --------------- |
|      | OVERSKY | 2013年8月21日 | 第1張錄音室專輯 |

## 備註
1. ↑  . Oricon.   [2013-10-14]. （原始内容存档于2013-10-26） （日语）.
2. ↑  声優グランプリ (主婦の友社). 2012年5月, (2012年6月号): 91 （日语）. 缺少或|title=为空 (帮助)
3. 1 2  有田シュン. . Live OH: 2. 2012-07-07  [2012-11-22]. （原始内容存档于2013-10-19） （日语）.
4. 1 2  逆井マリ. . アニメイトTV: 2. 2012-05-25  [2012-11-22]. （原始内容存档于2016-03-05） （日语）.
5. ↑  . ウォーカープラス. 2012-05-27  [2012-11-22] （日语）.[永久]

## 外部連結
- 索尼音樂娛樂介紹網站
  - 初回生產限定盤A
  - 初回生產限定盤B
  - 通常盤
  - 動畫盤